# Liste der Kulturdenkmäler in Sippersfeld
In der Liste der Kulturdenkmäler in Sippersfeld sind alle Kulturdenkmäler der rheinland-pfälzischen Ortsgemeinde Sippersfeld aufgeführt. Grundlage ist die Denkmalliste des Landes Rheinland-Pfalz (Stand: 27. November 2018).

## Einzeldenkmäler
| Bezeichnung                 | Lage                                           | Baujahr                 | Beschreibung | Bild                           |
| --------------------------- | ---------------------------------------------- | ----------------------- | --- | ------------------------------ |
| Protestantisches Pfarrhaus  | Amtsstraße 4 Lage                              | 1907/08                 | Krüppelwalmdachbau, Heimatstil, 1907/08, Architekt Peter Seeberger, Rockenhausen; Pfarrscheune, bauzeitliche Einfriedung | weitere Bilder Fotos hochladen |
| Hofanlage                   | Amtsstraße 5 Lage                              | 1737                    | barocke Hofanlage; Eckhaus mit Krüppelwalmdach, angeblich von 1737, Wirtschaftsgebäude, teilweise Fachwerk, 18. oder 19. Jahrhundert; straßenbildprägend | weitere Bilder Fotos hochladen |
| Brunnen                     | Hauptstraße, bei Nr. 11 Lage                   |                         | säulenförmiger Brunnenstock mit Wasserspeier, historisierender Trog, Eisengießerei Gienanth, Eisenberg | Fotos hochladen                |
| Brunnen                     | Hauptstraße, bei Nr. 17 (Ecke Ringstraße) Lage |                         | säulenförmiger Brunnenstock mit Wasserspeier, historisierender Trog, Eisengießerei Gienanth, Eisenberg | Fotos hochladen                |
| Brunnen                     | Hauptstraße, bei Nr. 20 (Ecke Amtsstraße) Lage |                         | säulenförmiger Brunnenstock mit Wasserspeier, historisierender Trog, Eisengießerei Gienanth, Eisenberg | Fotos hochladen                |
| Wohnhaus                    | Hauptstraße 23 Lage                            | 1742                    | barockes Wohnhaus mit Zierfachwerk, bezeichnet 1742 | Fotos hochladen                |
| Stall                       | Hauptstraße 24 Lage                            | 1881                    | Stall eines ehemaligen Dreiseithofes, bezeichnet 1881 | Fotos hochladen                |
| Kindergarten                | Hauptstraße 25 Lage                            | 1836                    | ehemaliges Schulhaus, heute Kindergarten; anspruchsvoller spätklassizistischer Walmdachbau, bezeichnet 1836; ortsbildprägend | Fotos hochladen                |
| Kriegerdenkmal              | Hauptstraße, bei Nr. 25 Lage                   | 1936                    | Kriegerdenkmal 1914/18 und 1939/45, 1936 von Adolf Bernd, Kaiserslautern, nach 1960 erweitert | Fotos hochladen                |
| Gemeindehaus                | Hauptstraße 26 Lage                            | 1885                    | Gemeindehaus (Bürgermeisteramt); eineinhalbgeschossiger spätklassizistischer Gründerzeitbau, bezeichnet 1885 | Fotos hochladen                |
| Brunnen                     | Hauptstraße, bei Nr. 36 Lage                   |                         | säulenförmiger Brunnenstock mit Wasserspeier, historisierender Trog, Eisengießerei Gienanth, Eisenberg | Fotos hochladen                |
| Brunnen                     | Hauptstraße, bei Nr. 43 Lage                   |                         | säulenförmiger Brunnenstock mit Wasserspeier, historisierender Trog, Eisengießerei Gienanth, Eisenberg | Fotos hochladen                |
| Hofanlage                   | Hauptstraße 47 Lage                            | 18. und 19. Jahrhundert | charakteristische, im Kern barocke nordpfälzische Hofanlage des 18. und 19. Jahrhunderts | weitere Bilder Fotos hochladen |
| Türsturz                    | Hauptstraße, an Nr. 49 Lage                    | 1819                    | reliefierter Türsturz, bezeichnet 1819 | Fotos hochladen                |
| Brunnen                     | Kirchstraße (bei Amtsstraße 5) Lage            |                         | säulenförmiger Brunnenstock mit Wasserspeier, historisierender Trog, Eisengießerei Gienanth, Eisenberg | Fotos hochladen                |
| Protestantische Pfarrkirche | Kirchstraße 15 Lage                            | 14. Jahrhundert         | spätbarocker Saalbau, bezeichnet 1768, gotischer Chorturm, 14. Jahrhundert, Glockengeschoss und Haube spätbarock; mit Ausstattung, Stumm-Orgel, um 1770; eine der vier Glocken 1719 von Rincker, Aßlar | weitere Bilder Fotos hochladen |
| Grabstein                   | Kirchstraße, bei Nr. 15 Lage                   | 1847                    | auf dem Kirchhof spätklassizistischer Grabstein Justus Geiß († 1847) | weitere Bilder Fotos hochladen |
| Pfrimmerhof                 | Pfrimmerhof, Nr. 1/2 Lage                      | 18. und 19. Jahrhundert | Hofanlage, 18. und 19. Jahrhundert; Nr. 1 Wohnhaus, bezeichnet 1868, Wirtschaftsgebäude um 1800, Toranlage bezeichnet 1802, barocke Spolie, bezeichnet 1734; Nr. 2 Wohnhaus, bezeichnet 1861, mit Fachwerkwand, bezeichnet 1786, Gienanth-Ofen, um 1927; Scheune bezeichnet 1879, Nebengebäude bezeichnet 1856; direkt östlich des Hofs: mennonitischer Friedhof, wohl vom Anfang des 18. Jahrhunderts | weitere Bilder Fotos hochladen |
| Hetsch-Mühle                | Pfrimmerhof, Nr. 3 Lage                        | 1819                    | ehemalige Mühle, heute Gasthaus; Krüppelwalmdachbau, teilweise Fachwerk, bezeichnet 1819 | Fotos hochladen                |